# Acianthera crepiniana
Acianthera crepiniana é  uma espécie de orquídea (Orchidaceae) originária de Minas Gerais ao Rio Grande do Sul, no Brasil, ainda subordinada ao gênero Pleurothallis. Trata-se de planta  de folhas espessas e alongadas, acuminadas, curvas, assemelhando-se a uma cimitarra, com flores marcadas de púrpura. Existe uma variedade com flores inteiramente verdes. A despeito de Kew ainda não considerar a Pleurothallis albopurpurea seu sinônimo, seu holótipo mostra claramente tratar-se da mesma planta de modo que vem aqui como sinônimo.

## Publicação e sinônimos
- Acianthera crepiniana (Barb.Rodr.) ined.

Sinônimos homotípicos:
- Pleurothallis crepiniana Barb.Rodr., Gen. Spec. Orchid. 2: 29 (1881).
- Pleurobotryum crepinianum (Cogn.) Hoehne, Bol. Mus. Nac. Rio de Janeiro 12(2): 28 (1936).

Sinônimos heterotípicos:
- Pleurothallis albopurpurea Kraenzl., Ark. Bot. 16(8): 11 (1921).
- Pleurobotryum albopurpureum (Kraenzl.) Pabst, Orquídea (Rio de Janeiro) 14: 75 (1952).